# Aleksandr Rajtjev
Aleksandr Rajtjev (født 11. april 1922 i Lom - død 28. oktober 2003 i Sofia, Bulgarien) var en bulgarsk komponist, professor, lærer og rektor.
Rajtjev hører til Bulgariens betydelige komponister. Han studerede hos Pancho Vladigerov på Musikkonservatoriet i Sofia, hvor han tog afgangseksamen i 1947. Studerede derefter på Budapests Musikkonservatorium hos bl.a. Zoltan Kodaly (1949-1950).
Han skrev seks symfonier, orkesterværker, kammermusik, operaer, balletmusik, korværker etc. Raichev var professor i komposition og underviste på det Bulgarske Statslige Musikkonservatorium, hvor han var rektor fra 1970 til 1978. Rajtjevs anden symfoni "Den nye Prometheus" er et af Bulgariens fremmeste og vigtigste symfoniske værker i nyere tid. Alle hans symfonier er indspillet på lp og cd.

## Udvalgte værker
- Symfoni nr. 1 (Symfoni-Kantate) for blandet kor og orkester "Han dør aldrig" (1952)
- Symfoni nr. 2 "Den nye Prometheus" (1958) - for orkester
- Symfoni nr. 3 "Stræben" (1966) - for orkester
- Symfoni nr. 4 (1968) - for strygeorkester
- Symfoni nr. 5 (1972) - for kammerorkester
- Symfoni nr. 6 "Liturgisk" (1994) - for orkester
- Koncert (1979) - for orkester
- "Romantisk koncert" (1992) - for violin og orkester